# نینتندو سوئیچ لایت
نینتندو سوئیچ لایت‌ (به انگلیسی: Nintendo Switch Lite) یک کنسول بازی دستی ساخته نینتندو است که در ۲۰ سپتامبر ۲۰۱۹ به عنوان نسخه ای ارزان قیمت از کنسول نینتندو سوییچ عرضه شد.

## رنگ‌ها
| نام                     | رنگ | استاندارد | ویژه | تاریخ عرضه      |
| ----------------------- | --- | --------- | ---- | --------------- |
| خاکستری                 |     | Yes       |      | ۲۰ سپتامبر ۲۰۱۹ |
| آبی فیروزه ای           |     | Yes       |      | ۲۰ سپتامبر ۲۰۱۹ |
| زرد                     |     | Yes       |      | ۲۰ سپتامبر ۲۰۱۹ |
| نسخه Zacian & Zamazenta |     |           | Yes  | ۸ نوامبر ۲۰۱۹   |
| قرمز مرجانی             |     | Yes       |      | ۲۰ مارس ۲۰۲۰    |
| آبی                     |     | Yes       |      | ۷ می ۲۰۲۱       |
| نسخه Dialga & Palkia    |     |           | Yes  | ۵ نوامبر ۲۰۲۱   |